# Rot-Weiß Oberhausen
SC Rot-Weiß Oberhausen e.V (normalt bare kendt som Rot-Weiß Oberhausen) er en tysk fodboldklub fra byen Oberhausen i Nordrhein-Westfalen. Klubben blev grundlagt i 1904, og står noteret for en enkelt titel, nemlig DFB-Pokalturneringen, som man vandt i 1950. Klubben har siden sæsonen 2012/13 spillet i den 4. bedste divisionsrække Fußball-Regionalliga West. Før det spillede klubben i mange år i den næstbedste tyske liga, 2. Bundesliga. Rot-Weiß Oberhausen har hjemmebane på Niederrheinstadion.

## Titler
- Tyske Pokalturnering (1): 1950